# Oksana Zabużko
Oksana Stefaniwna Zabużko (ukr. Оксана Стефанівна Забужко; ur. 19 września 1960 w Łucku) – ukraińska pisarka, poetka i eseistka.

## Wykształcenie i twórczość
Uzyskała tytuł doktora filozofii na Uniwersytecie Kijowskim (1987). Wykładała filologię ukraińską na uniwersytetach w USA. Na stałe mieszka w Kijowie. W swojej twórczości skupia się na zagadnieniach dotyczących ukraińskiej samoidentyfikacji, problemach postkolonializmu oraz feminizmie. Mówi płynnie po polsku.
Największą sławę przyniosła jej książka Badania terenowe nad ukraińskim seksem, wydana w 1996 i przetłumaczona na węgierski, czeski, niemiecki, francuski, a w 2003 na polski. Opisuje ona spustoszenia w ludzkiej psychice jako następstwa komunizmu i totalitaryzmu. Uznano ją za pierwszy manifest ukraińskiego feminizmu. W marcu 2006 Badania terenowe... miały swoją sceniczną premierę w warszawskim teatrze Polonia Krystyny Jandy. W monodramie autorstwa i w reżyserii Małgorzaty Szumowskiej wystąpiła Katarzyna Figura.
W Polsce ukazał się również zbiór opowiadań Siostro, siostro (2007) oraz powieść Muzeum porzuconych sekretów w 2013, za którą otrzymała Nagrodę Literacką Europy Środkowej „Angelus”. Za tłumaczenie książki nagrodę Angelusa otrzymała także tłumaczka Katarzyna Kotyńska.
W 2009 została odznaczona Orderem Księżnej Olgi III klasy.
W listopadzie 2013 roku ukazała się książka Ukraiński palimpsest, zapis rozmów, które z Oksaną Zabużko przeprowadziła Izabella Chruślińska. To pierwsza książka Oksany Zabużko, która swoją premierę miała poza Ukrainą. Tłumaczenie na język ukraiński ukazało się w roku 2014.
Symbolicznie, 23 lutego 2022, w przeddzień rosyjskiej inwazji, ukazała się jej książka Planeta Piołun – zbiór esejów wybranych dla polskiego czytelnika, napisanych po zajęciu 2014 Krymu przez Rosjan. W tytułowym eseju opisany jest wpływ katastrofy w Czarnobylskiej Elektrowni Jądrowej z 1986 na nastawienie Ukraińców do władzy sowieckiej. Była to swoista terapia szokowa pozwalająca odreagować głęboki, przenikający do samych kości wieloletni strach po zorganizowanym przez Stalina w 1933 Wielkim Głodzie (Hołodomorze). Czarnobyl otworzył mentalnie drogę do przemian Ukrainy po 1989. W innych esejach Zabużko opisuje dzieje Kateryny Biłokur oraz imperialne, antyukraińskie nastawienie petersburskiego poety i dysydenta Iosifa Brodskiego, laureata Nagrody Nobla 1987; daje też swoiste postscriptum do swej książki Badania terenowe nad ukraińskim seksem.
W 2018 i 2022 była gościem Festiwalu Góry Literatury.
22 listopada 2022 w Centrum Kongresowym ICE Kraków Rada Miasta Krakowa przyznała pisarce Nagrodę im. Stanisława Vincenza, co spotkało się z protestem ze strony Młodzieży Wszechpolskiej.
Zasiadała w jury konkursu głównego na 74. MFF w Berlinie (2024).

## Twórczość

### Poezja
- Trawnewyj inij (Травневий іній, 1985)
- Dyrygent ostannioji swiczky (Дириґент останньої свічки, 1990)
- Awtostop (Автостоп, 1994)
- Nowyj zakon Archimeda (Новий закон Архімеда. Вибрані вірші 1980–1998, 2000)
- Druha sproba. Wybrane (Друга спроба. Вибране, 2005)

### Proza
- Badania terenowe nad ukraińskim seksem (Польові дослідження з українського сексу, 1996)
- Bajka o kalinowej fujarce (Казка про калинову сопілку, 2000)
- Siostro, siostro (Сестро, сестро Повісті та оповідання, 2003)
- Muzeum porzuconych sekretów (Музей покинутих секретів, 2009), wyd. pol. 2013

### Publicystyka
- Chroniky wid Fortinbrasa (Хроніки від Фортінбраса, 1999)
- Let my people go (15 текстів про українську революцію, 2005)
- Notre Dame d’Ukraine: Ukrajinka w konflikti mifolohij (Notre Dame d’Ukraine: Украīнка в конфлікті міфологій, 2007)
- Ukraiński palimpsest. Rozmowy Oksany Zabużko z Izą Chruślińską, 2013.
- Planeta Piołun, Agora Warszawa, 2022, ISBN 978-83-268-3865-1.
- Najdłuższa podróż, Agora Warszawa, 2023.